# Palaeodrassus interitus
Palaeodrassus interitus Scudder, 1890 è un ragno fossile appartenente alla famiglia Gnaphosidae.

## Caratteristiche
Genere fossile risalente al Paleogene. I ragni sono costituiti da parti molli molto difficili da conservare dopo la morte; infatti i pochi resti fossili di aracnidi sono dovuti a condizioni eccezionali di seppellimento e solidificazione dei sedimenti.

## Distribuzione
La specie è stata rinvenuta nel giacimento fossile statunitense di Florissant, nella Contea di Teller, Colorado.

## Tassonomia
Dal 1922 non sono stati esaminati altri esemplari, né sono state descritte sottospecie al 2016.